# Anyphops atomarius
Anyphops atomarius là một loài nhện trong họ Selenopidae.
Loài này thuộc chi Anyphops. Anyphops atomarius được Eugène Simon miêu tả năm 1887.